# Melaleuca stereophloia
Melaleuca stereophloia är en myrtenväxtart som beskrevs av Lyndley Alan Craven. Melaleuca stereophloia ingår i släktet Melaleuca och familjen myrtenväxter. Inga underarter finns listade i Catalogue of Life.